# Astatotilapia tchadensis
Astatotilapia tchadensis ist eine Buntbarschart, die im Norden des Tschad, mitten in der Sahara, im Bokou-See (Seen von Ounianga) vorkommt. Die Art wurde erst im Jahr 2016 beschrieben. Eine nah verwandte, bisher unbeschriebene Art kommt im Einzugsbereich des Tschadsees, im Tschad, Kamerun, Nigeria, Niger und der Zentralafrikanischen Republik vor.

## Merkmale
Astatotilapia tchadensis wird etwa 10 cm lang und hat die typische bullige Gestalt eines haplochrominen Buntbarsches. Charakteristische Merkmale der Art sind ein schwarzer Streifen, der vom Auge zum Mundwinkel verläuft und runde, orange Eiflecke in der Afterflosse ausgewachsener Männchen. Der Körper der Fische ist mit Kammschuppen bedeckt. Die Kieferzähne der äußeren Reihen sind zweispitzig, die der inneren Reihen sind dreispitzig. Der untere Ast des ersten Kiemenbogens trägt 7 bis 8 Kiemenrechen. In der unteren Bezahnung der Pharyngealia finden sich große, molariforme Zähne in der mittleren Reihe. Die Seitenlinie wird von 29 bis 30 Schuppen begleitet. 16 Schuppen zählt man rund um den Schwanzstiel.
- Flossenformel: Dorsale XIII–XIV/9–11, Anale III/8–9.

## Lebensraum
Zwei Drittel der Oberfläche des Lake Boukou sind mit Schilfrohr (Phragmites australis), dem Zypergras Cyperus laevigatus und dem Rohrkolben Typha australis bewachsen. Im Rest des Sees wachsen unter anderem Laichkräuter (Potamogeton).

## Belege
1. 1 2 3  Sébastien Trape: A new cichlid fish in the Sahara: The Ounianga Serir lakes (Chad), a biodiversity hotspot in the desert. Comptes Rendus Biologies, Oktober 2016, doi: 10.1016/j.crvi.2016.08.003